# インターロイキン-2
インターロイキン-2（英: Interleukin-2, 略称: IL-2）は、サイトカインの一つである。IL-2は未分化なT細胞(ナイーブT細胞)及びインターフェロンγやIL-12の刺激を受けてナイーブT細胞から分化した1型ヘルパーT細胞によって産生され、Th1サイトカインと呼ばれるグループに分類される。IL-2は細胞性免疫に関与している。

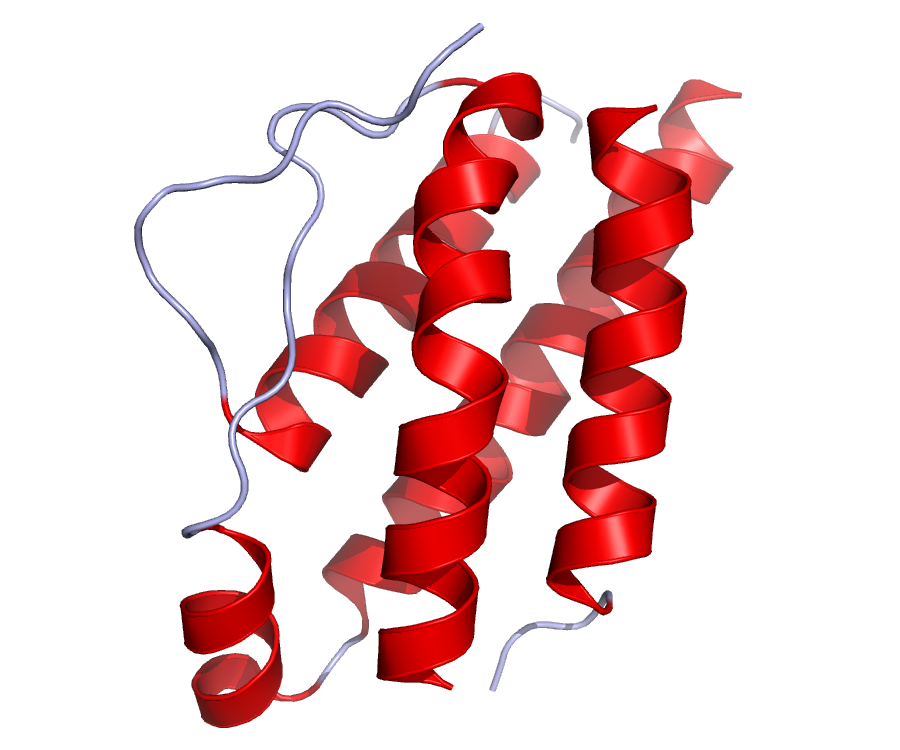
インターロイキン-2

## 構造
IL-2の構造を右上図に示した。また、IL-2前駆体のアミノ酸配列は以下の通りである。
```
1　 myrmqllsci alslalvtns aptssstkkt qlqlehllld lqmilnginn 
51  yknpkltrml tfkfympkka telkhlqcle eelkpleevl nlaqsknfhl 
101 rprdlisnin vivlelkgse ttfmceyade tativeflnr witfcqsiis 
151 tlt
```

## 産生細胞及び標的細胞
IL-2は主に活性化されたT細胞により産生され、T細胞、B細胞、マクロファージ等の細胞に対して作用する。

## 産生機構

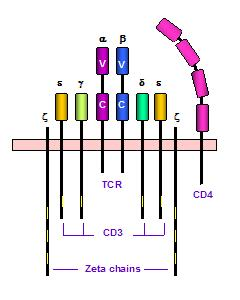
T細胞抗原受容体(TCR)はα鎖、β鎖及びCD3抗原から構成される。ζ鎖は細胞内ドメインが長く、シグナル伝達に適している。

T細胞の細胞膜上にはT細胞受容体（英: T Cell Receptor, TCR）が発現しているが、マクロファージ等の抗原提示細胞からの抗原提示を受けることによりIL-2を産生するシステムが稼動する。
ヘルパーT細胞においてはTCRはCD4と呼ばれる分子と複合体を形成して存在していることが知られている。さらにCD4はSrc（サーク）チロシンキナーゼファミリーに属するLckあるいはFyn（フィン）と会合している。TCRに抗原が結合すると、これらのキナーゼによりTCRのリン酸化が行われる。このリン酸化された部位に対してSyk（シック）ファミリーの分子であるZAP-70が結合する。その後、細胞膜に存在するアダプター分子LATを介してSH2ドメインを有する多くの分子を活性化する。中でもホスホリパーゼC（PLC）γは小胞体からのカルシウムイオンの放出に関与し、カルシウム依存的にカルモジュリン及びカルシニューリンの活性化が引き起こされる。カルシニューリンは転写因子 NFATの脱リン酸化を行い、核内へ移行させる。その後NFATはDNA上のIL-2プロモーターに結合し、IL-2mRNAの産生が亢進する。

## 受容体
IL-2の受容体はα鎖(CD25、55kDa、251アミノ酸残基)、β鎖(CD122、75kDa、525アミノ酸残基)及びγ鎖(CD132、64kDa、369アミノ酸残基)の3つの細胞膜表面タンパク質から構成される。これらのタンパク質複合体がIL-2分子と非共有結合を形成し、細胞内へのシグナル伝達を行う。β及びγ鎖はタイプI インターロイキン受容体ファミリーに属する。受容体タンパク質は二量体を形成して細胞内へシグナルを伝えるが、通常は単量体で細胞膜上を自由に移動している(いわゆる流動モザイクモデル)。しかし、リガンドが接近すると受容体タンパク質は二量体を形成して受容体として機能しうる状態になる。
IL-2受容体α鎖は細胞内ドメインが極端に短くシグナル伝達には関与しないが、β鎖は非受容体型チロシンキナーゼであるJAK(Janus Kinase)1と会合している。またIL-2とIL-15ではIL-2受容体β鎖を共有しており、これらのサイトカインは類似の生理作用を示す。β鎖と同様にγ鎖もJAK3と複合体を形成しており、シグナル伝達に必須である。受容体と会合するこれらのキナーゼは受容体の細胞外ドメインにIL-2が結合することにより活性化してMAPキナーゼ経路、PI3キナーゼ(Phosphoinositide 3-Kinase)-Akt経路及びJAK-STAT(シグナル伝達性転写因子、英:Signal Transducer and Activator of Transcription)経路の活性化を行う。
γ鎖はIL-2のみでなくIL-4,IL-7,IL-9及びIL-15の受容体のサブユニットとしても共通に使用されていることが明らかにされていることから、共通γ鎖(Common γ鎖)とも呼ばれる。また、γ鎖遺伝子の変異によりX連鎖型重症複合免疫不全症(英:X-linked Severe Combined Immuno Deficiency、XSCID)に至ることが報告されている。

## シグナル伝達

JAK-STAT経路のキーステップ。左から(1)細胞膜におけるIL-2受容体タンパク質の会合、(2)受容体の自己リン酸化、(3)STAT5分子の結合、(4)STAT二量体の核内移行、転写活性化。

受容体にリガンドであるIL-2が結合すると受容体タンパク質と会合しているJAKが活性化し、受容体のチロシンリン酸化を行う。このリン酸化を自己リン酸化と呼び、IL-2受容体のリン酸化チロシン残基がSTAT分子のSH2ドメインとの結合部位となる。転写因子であるSTAT5はSH2ドメインを介した二量体を形成して活性化し、核内へ移行した後にDNA上の配列に結合することにより転写活性化を引き起こす。

## 生理活性
T細胞の増殖及び活性化、B細胞の増殖と抗体産生能の亢進、単球･マクロファージの活性化、ナチュラルキラー細胞(NK細胞)の増殖･活性化、リンホカイン活性化キラー細胞(LAK細胞)の誘導などが挙げられる。また、IL-2は抑制性サイトカインであるIL-10を放出して免疫抑制作用を示す制御性T細胞(英:Regulatory T Cell、Treg)の維持に必要であると考えられている。

## 医薬品への応用

シクロスポリン

タクロリムス

免疫抑制剤であるタクロリムス (FK506) およびシクロスポリンはT細胞におけるIL-2産生を抑制する。これらの薬物は細胞内のシクロフィリンおよびFK506結合タンパク質 (FKBP) に結合し、薬物-タンパク質の複合体がカルシニューリンに結合する。すでに述べたようにカルシニューリンはIL-2の転写調節において重要な分子であり、この機構によりカルシニューリン依存的な転写因子NFATの脱リン酸化が抑制され、結果として免疫抑制作用を発現する。これらの医薬品は主に臓器移植後における拒絶反応を抑制する目的で用いられる。また、ステロイド系抗炎症薬もIL-2の産生抑制作用を有する。さらに、ダクリズマブ（英: Daclizumab）は抗IL-2受容体モノクローナル抗体であり、免疫抑制作用を示す。